# EWHL Super Cup 2017-2018
La EWHL Super Cup 2017-2018 è la settima edizione di questo torneo, organizzato dalla Elite Women's Hockey League.

## Partecipanti
Le partecipanti sono scese a otto. Anche in questa stagione non sono iscritte squadre svizzere. Alle tre squadre tedesche (ECDC Memmingen, ESC Planegg/Würmtal e ERC Ingolstadt Damen) si aggiungono cinque squadre provenienti dalla EWHL (Aisulu Almaty, KMH Budapest, EV Bozen Eagles, SKP Bratislava, Sabres Vienna e Eagles Salisburgo).

## Formula
Le squadre si affrontano in un girone di sola andata. Non è previsto il pareggio: in caso di parità al termine dei tempi regolamentari si procede con la disputa di un tempo supplementare con la regola della sudden death.

## Classifica
| Pos. | Società           | Stato                 | G | V | VOT | POT | P | Reti  | Diff. Reti | Punti |
| ---- | ----------------- | --------------------- | - | - | --- | --- | - | ----- | ---------- | ----- |
| 1.   | KMH Budapest      | Ungheria (bandiera)   | 7 | 6 | 1   | 0   | 0 | 32:15 | +17        | 20    |
| 2.   | ECDC Memmingen    | Germania (bandiera)   | 7 | 4 | 1   | 1   | 1 | 26:19 | +7         | 15    |
| 3.   | Planegg/Würmtal   | Germania (bandiera)   | 7 | 4 | 1   | 1   | 1 | 24:18 | +6         | 15    |
| 4.   | Ingolstadt        | Germania (bandiera)   | 7 | 3 | 0   | 1   | 4 | 18:19 | -1         | 10    |
| 5.   | Aisulu Almaty     | Kazakistan (bandiera) | 7 | 2 | 1   | 0   | 4 | 9:15  | -6         | 8     |
| 6.   | Salisburgo Eagles | Austria (bandiera)    | 7 | 2 | 0   | 2   | 3 | 17:24 | -7         | 8     |
| 7.   | Vienna Sabres     | Austria (bandiera)    | 7 | 1 | 1   | 0   | 5 | 17:21 | -4         | 5     |
| 8.   | EV Bozen Eagles   | Italia (bandiera)     | 7 | 0 | 1   | 1   | 5 | 21:33 | -12        | 3     |

Il KMH Budapest vince per la prima volta la EWHL Super Cup.